# Vääräjärvi (sjö i Södra Karelen)
Vääräjärvi är en sjö i Finland. Den ligger i kommunen Ruokolax i landskapet Södra Karelen, i den sydöstra delen av landet, 250 km nordost om huvudstaden Helsingfors. Vääräjärvi ligger 99,5 meter över havet. Den är 9,04 meter djup. Arean är 2,12 kvadratkilometer och strandlinjen är 22,44 kilometer lång. Sjön  ingår i Vuoksens huvudavrinningsområde.   I omgivningarna runt Vääräjärvi växer i huvudsak blandskog.
I övrigt finns följande i Vääräjärvi:
- Vaarsaaret (en ö)
- Oinatsaari (en ö)